# Fletcher, Jennings & Co.

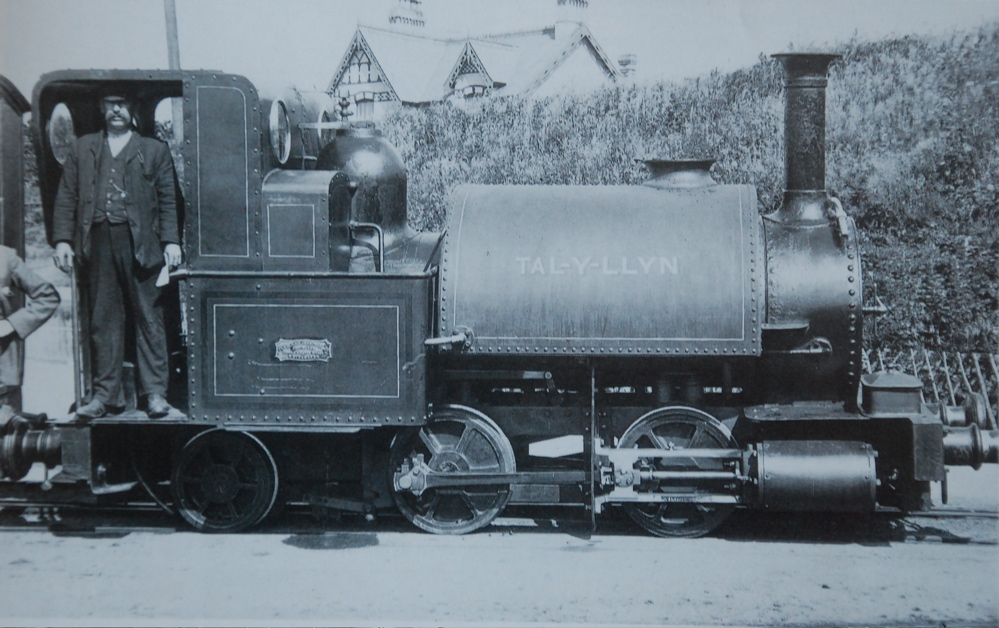
Talyllyn auf der Talyllyn Railway im Jahr 1904

Fletcher, Jennings & Co. war ein Maschinenbauunternehmen in Lowca bei Whitehaven, Cumberland, England.

## Übersicht
Fletcher, Jennings & Co. wurde 1857 gegründet, als John Wilson Fletcher das Geschäft von Tulk und Ley in Lowca für seinen Sohn Henry Allason Fletcher kaufte. Dieser wurde gemeinsam mit Daniel Jennings und Edward Waugh geschäftsführender Gesellschafter des Unternehmens. Tulk und Ley betrieben zuvor seit 1837 eine Maschinengießerei und hatten ab 1840 etwa zwanzig Lokomotiven hergestellt.
Das Unternehmen produzierte nach der Übernahme neben Dampflokomotiven auch allgemeine Maschinenbauprodukte. Dort wurden überwiegend zwei- und dreigekuppelte Industrietenderlokomotiven gefertigt sowie andere Erzeugnisse wie Brückenträger und Hochofenschalen für die aufblühende lokale Eisenindustrie hergestellt. Bis 1884 wurden fast zweihundert Lokomotiven gebaut. Als sich der Gesundheitszustand von Henry Fletcher verschlechterte, wurde die Fabrik für 12.000 £ versteigert. Mit der Lowca Engineering Company Ltd. änderte sich die Unternehmensform in eine Ltd. Im Jahr 1905 wurde der Name in New Lowca Engineering Company Ltd. geändert. Das Unternehmen erhielt immer weniger Aufträge. Nach einem katastrophalen Brand im Jahr 1912 wurde die gesamte Produktion eingestellt und das Unternehmen 1927 endgültig aufgelöst.

## Erhaltene Lokomotiven
Zu den erhaltenen Lokomotiven des Unternehmens gehören:
| Name                                                 | Spurweite | Typ   | Datum | Werknummer | Anmerkungen | Bild |
| ---------------------------------------------------- | --------- | ----- | ----- | ---------- | --- | ---- |
| Talyllyn                                             | 686 mm    | B1 ST | 1864  | 42         | Museumslokomotive bei der Talyllyn Railway in Mittelwales; Kesselfrist 2018 abgelaufen |      |
| Dolgoch                                              | 686 mm    | B t   | 1866  | 63         | Museumslokomotive der Talyllyn Railway in Mittelwales; 2023 einsatzfähig |      |
| Sten Sture                                           | 838 mm    | C ST  | 1873  | 119        | Satteltanklok; an Bahnstrecke Ulricehamn–Vartofta geliefert, 1907 an Stenåsens kalkbrott in Stensdorp, 1919 an Falköping–Uddagårdens Järnväg, dort Nr. 1, 1956 an Ytong AB Hällabrottet, Närke, danach Museumsbahn Skara–Lundsbrunn |      |
| Captain Baxter; Dorking–Geystone Lime Company Nr. 3; | 1435 mm   | B t   | 1877  | 158        | Die Lokomotive befindet sich bei der Bluebell Railway in Sussex, sie wurde 1877 für die Dorking Greystone Lime Company in Bletchworth, Surrey angefertigt. Dort wurde sie ab 1950 nur Baxter genannt. 1960 kam sie zur Bluebell Railway, erhielt die Nr. 10 und war am 6. Oktober 2018 letztmalig eingesetzt. Sie ist seither Ausstellungsstück.                                                                                   |      |
| Townsend Hook; Dorking–Geystone Lime Company Nr. 4   | 972 mm    | B t   | 1880  | 172L       | Kam 1960 in den Besitz der Narrow Gauge Railway Society, die sie der Bluebell Railway übertrug. Sie erhielt die Nr. 4. 1982 wurde sie dem Amberley Museum & Heritage Centre in Sussex übergeben, stand bis 1995 im Freien und wurde zur Aufarbeitung zerlegt, die jedoch abgebrochen wurde. 2010 begann eine optische Aufarbeitung der Einzelteile. Seit 24. Juli 2017 ist die Lokomotive in der Ausstellungshalle zu besichtigen. |      |
| William Finlay; Dorking–Geystone Lime Company Nr. 5  | 972 mm    | B t   | 1880  | 173L       | 1960 an J. B. Latham Collection zum privaten Gebrauch, dort Nr. 4. Nach dem Tod von J. B. Latham 1999 von privater Seite gesichert. 2016 vom Narrow Gauge Railway Museum in Tywyn, Gwynedd, zur Ausstellung gekauft. |      |
| Harriette                                            | 914 mm    | B1 t  | 1883  | 190        | Denkmallokomotive auf Mauritius, letzte Kesseluntersuchung 1975 |      |
| Regina                                               | 914 mm    | B1 t  | 1889  | 204        | Denkmallokomotive auf Mauritius, letzte Kesseluntersuchung 1975 |      |
| -                                                    | 914 mm    | B1 t  | 1890  | 207        | Denkmallokomotive auf Mauritius, letzte Kesseluntersuchung 1975 |      |

## Weitere bekannte Lokomotiven
Weitere Lokomotiven des Unternehmens sind:
- Keekle wurde 1858 an die Whitehaven, Cleator and Egremont Railway ausgeliefert und dort als Nr. 4 geführt.
- Banshee am 22. April 1863 mit der Werksnummer 29 zum Preis von 795 £ an Whitehaven & Furness (Nr. 49) ausgeliefert, war eine Lokomotive mit kleinem Radabstand.[10] Sie wurde 1883 verkauft und kam 1898 an Ellenborough Colliery bei Maryport.
- Brigham Hall/Rothersyke der Cleator and Workington Junction Railway
- John Bridge 1872 für die Albion Mines Railway in Nova Scotia hergestellt. Die Lokomotive erwies sich allerdings als völlig untauglich für die bergige Landschaft. Sie wurde an die Sydney Mines Railway abgegeben und befuhr dort die 3 Meilen lange Strecke von Sydney Mines nach North Sidney. Sie soll angeblich auf einer dieser Fahrten vom Ende des Kais gestürzt sein.[11]
- Bahnstrecke Ulricehamn–Vartofta: Bogesund, Satteltanklokomotive; 120/1873; 1907 an Ljungbyholm–Karlslunda Järnväg, dort Nr. 2, ausgemustert 1916
- Bahnstrecke Ulricehamn–Vartofta: Prins Carl, Satteltanklokomotive; 145/1874; 1907 nach Ekedalen (vermutlich für Gestilrens kalkbrott), ausgemustert
- Askersund-Skyllberg-Lerbäcks Järnväg: Lerbäck, 121/1873; 1883 von Hjö–Stenstorps Järnväg (HSJ) Nr. 3 übernommen, 1903 ausgemustert
- Für die Torrington and Marland Railway in Devon wurden drei Lokomotiven gefertigt. Jersey Nr. 1 (1873), Jersey Nr. 2 (1874) und die Merton (1875), alle drei gingen in den Besitz der North Devon Clay Co. über und waren zuletzt 1949 bis 1952 im Einsatz.[12]

## Bauwerke
- Die eiserne Drehbrücke zur Überquerung des „Patent Slip“, einer Schiffshebevorrichtung im Hafen von Whitehaven, wurde von dem Unternehmen angefertigt. Sie war ein massives Bauwerk, deren Hauptträger 62 ft (19 m) lang waren. Das Gesamtgewicht der Brücke inklusive Drehscheibe und 30 Tonnen Ausgleichsgewichten betrug 70 Tonnen.[13] Sie konnte von einer Person bedient werden[14] und verband den Nord- und den Südhafen.

## In der Fiktion
Die fiktiven Lokomotiven Skarloey und Rheneas aus der Eisenbahnserie und Thomas und seine Freunde wurden von Fletcher, Jennings & Co. gebaut (sie sind die Zwillinge von Talyllyn bzw. Dolgoch). Captain Baxter taucht auch in Buch 18 der Eisenbahnserie auf, Stepney, die „Glockenblumen“-Lokomotive.
Captain Baxter tauchte im Film Muppets Most Wanted auf, wurde aber so verändert, dass er wie ein alter Amerikaner aussah und umbenannt wurde.